# ترانس هوموز دز
ترانس هوموز دز جمعية جزائرية تدافع عن حقوق جماعات الإل جي بي تي في الجزائر. منذ تأسيسها، تسعى الموسسة لتوثيق كل الجرائم و التعديات القائنة على التمييز على أساس الجنس و التوجه الجنسي في الجزائر، إضافة إلى توفير الحماية اللازمة و الإحاطة الصحية و النفسية و الاجتماعية و القانونية للضحايا.

## القيم
تقوم الجمعية على مبدأ المساواة و عدم الانحياز على أساس الهوية الجندرية أو الثقافية أو الدينية. يسعى الأعضاء إلى نشر قيم المساواة الاجتماعية مع حماية التنوع في آن واحد. و هم ضد النظام الاجتماعي الرجالي و يدعمون النسوية.